# Zemský okres Bergstraße
Zemský okres Bergstraße (německy Landkreis Bergstraße) je zemský okres v německé spolkové zemi Hesensko, ve vládním obvodu Darmstadt. Sídlem správy zemského okresu je město Heppenheim. Má přibližně 262 tisíc obyvatel. 

## Města a obce
| Města: 1. Bensheim 2. Bürstadt 3. Heppenheim (Bergstraße) 4. Hirschhorn (Neckar) 5. Lampertheim 6. Lindenfels 7. Lorsch 8. Neckarsteinach 9. Viernheim 10. Zwingenberg | Obce: 1. Abtsteinach 2. Biblis 3. Birkenau 4. Einhausen 5. Fürth 6. Gorxheimertal 7. Grasellenbach 8. Groß-Rohrheim 9. Lautertal (Odenwald) 10. Mörlenbach 11. Rimbach 12. Wald-Michelbach |